# Campanha do Rossilhão
A Campanha do Rossilhão (7 de março de 1793 – 22 de julho de 1795), também denominada Guerra dos Pirenéus ou Guerra da Convenção, foi uma campanha militar em que Portugal participou ao lado da Espanha e do Reino Unido contra a França revolucionária que, na altura, atravessava a fase da Convenção. O Príncipe Regente D. João de Portugal enviou uma divisão reforçada, denominada Exército Auxiliar à Coroa de Espanha, composta por 5400 homens sob o comando do tenente-general britânico John Forbes.

## Enquadramento
A Campanha do Rossilhão foi na realidade a frente ao longo dos Pirenéus, com centro no Rossilhão, de um conflito bem mais vasto, a Guerra da Primeira Coligação, ele próprio o prelúdio das Guerras Revolucionárias Francesas. Naquele conflito, os reinos de Espanha e Portugal, com o apoio britânico, declaram guerra à França revolucionária.
A causa imediata da guerra foi a execução de Luís XVI de França e da sua esposa, a rainha Maria Antonieta, pelos revolucionários franceses. Aquela execução levou a que a Espanha declarasse guerra à França a 17 de abril de 1793, já que os actos do governo revolucionário francês foram vistos como uma ameaça directa ao seu próprio sistema monárquico. Essa opinião, partilhada pelas potências europeias que se congregaram na Primeira Coligação, levou ao desencadear de um ataque generalizado à França, no qual a Campanha do Rossilhão se insere.
Portugal decidiu não participar directamente, optando por apoiar a Espanha no seu esforço de guerra. Enviou então, com o apoio britânico, uma divisão reforçada, denominada Exército Auxiliar à Coroa de Espanha, composta por 5 400 homens sob o comando do tenente-general britânico Forbes Skellater. Entre os oficiais portugueses enviados destacaram-se Gomes Freire de Andrade, António Teixeira Rebelo, João Correia de Sá e Manuel Inácio Pamplona Corte Real.

## As operações
O exército espanhol, ao qual o contingente português foi agregado, era comandado pelo general Antonio Ricardos Carrillo de Albornoz, mais conhecido por General Antonio Ricardos, invadiu a França e ocupou o Rossilhão em abril de 1793. Forças espanholas e portuguesas também participaram na tomada de Toulon em 1793.
Depois de uma campanha fulgurante, o general Antonio Ricardos voltou a Madrid para solicitar reforços, mas faleceu de pneumonia durante a sua permanência naquela cidade.
Sem o seu comandante, as forças espanholas e portuguesas colapsaram frente ao avanço das forças francesa comandadas pelo general Jacques François Dugommier, que rapidamente recapturaram todo o território perdido e atravessaram os Pirenéus, invadindo território espanhol. As forças francesa ocuparam St Elmo, Collioure, Port-Vendres, Bellegarde e San Sebastian. O general Dugommier foi morto em combate durante o assalto a San Sebastián.

## Conclusão
A Campanha do Rossilhão terminou com o Tratado de Basileia, assinado a 22 de julho de 1795 na cidade suíça de Basileia entre representantes da Espanha e da França. Naquele Tratado, parte da Paz de Basileia, não houve lugar à participação de representantes portugueses, pelo que a posição de Portugal não foi considerada. Em consequência, a França manteve-se de jure em estado de guerra contra Portugal até às invasões napoleónicas. A Campanha do Rossilhão traduziu-se numa vitória para os franceses, que recuperaram todo o seu território, viram a República Francesa reconhecida pela Espanha e ainda receberam da Espanha o território que aquele reino mantinha na ilha Hispaniola. 